# Duda Santos (atriz)
Maria Eduarda Santos Domingues, mais conhecida como Duda Santos (Rio de Janeiro, 25 de maio de 2001) é uma atriz e modelo brasileira. Tornou-se conhecida por interpretar Maria Santa em Renascer e Beatriz em Garota do Momento.

## Biografia
A mais velha de uma família de quatro irmãos, Duda Santos nasceu em 25 de maio de 2001, no Rio de Janeiro, e morou na comunidade do Ipase, no bairro de Vila Kosmos, Zona Norte da cidade, até se mudar para Jacarepaguá com o objetivo de ficar mais perto do trabalho. Aos 18 anos de idade, demonstrou para a família o desejo de seguir a vida de atriz, e logo começou a aprimorar sua arte. Em 2019, conseguiu um papel na série teen antológica da TV Globo Malhação, onde interpretou a estudante Paula na vigésima sétima temporada, intitulada Toda Forma de Amar.
Em 2022, a atriz ganhou reconhecimento ao interpretar a festeira adolescente Isa em Travessia, novela das nove de Glória Perez, onde atuou ao lado de Aílton Graça e Indira Nascimento, fazendo assim sua estreia em um elenco fixo de novelas. No mesmo ano, é lançado seu primeiro projeto no cinema, Pronto, Falei, comédia romântica onde participou de um triângulo amoroso com os personagens de Nicolas Prattes e Rômulo Arantes Neto. No ano seguinte ganhou destaque como uma estilista em uma escola de samba no filme Um Ano Inesquecível - Verão. Livremente baseado no Amor de Carnaval, de Thalita Rebouças, e rodado pela diretora Cris D'Amato em 2021, Santos interpretou a filha de Arlete (vivida por Késia Estácio), que ajuda a mãe na confecção de fantasias de carnaval mas sonha em ser baterista.
No entanto, foi em janeiro de 2024 que alcançou fama nacional. Protagonista da primeira fase de Renascer, refilmagem da novela de mesmo nome exibida em 1993 pela TV Globo (onde, na ocasião, a heroína foi vivida pela atriz Patrícia França), sua personagem, a inocente Maria Santa, acaba se apaixonando pelo "coronelzinho" José Inocêncio (vivido por Humberto Carrão). A personagem ganhou a afeição dos telespectadores pela doce interpretação de Duda, se destacando em cenas que angariaram elogios ao lado de Carrão e dos atores Belize Pombal, Fábio Lago e Juliana Paes. Na segunda fase da trama, a atriz retornou em aparições esporádicas, representando o espírito da personagem. Paralelamente com os trabalhos na segunda fase da novela, filmou o filme Funk, de Aly Muritiba, onde interpreta a protagonista Sabrina. 
No mesmo ano, foi anunciada como Beatriz, protagonista no horário das 18h na novela Garota do Momento. Na trama, que aborda o universo da publicidade nos anos 1950, Beatriz, nascida e criada em Petrópolis, viaja ao Rio de Janeiro em busca da mãe, Clarice (Carol Castro), que a deixou quando ela era criança a fim de buscar na capital dar melhores condições de vida para ambas, e descobre que ela cria outra filha, Bia (Maisa Silva) em seu lugar. 
Em 2025, foi anunciada como protagonista do longa Solina, de Larissa Fernandes, e pôde ser vista em Guerreiros do Sol, produção original Globoplay gravada em 2023 onde viveu Guiomar, jovem internada no Centro de Socorro aos Flagelados e que, consequentemente, tem de lidar com abusos de Arduíno (Irandhir Santos).

## Vida pessoal
Filha de mãe solteira, foi criada majoritariamente pela mãe, Raphaela, que a teve aos 17 anos de idade, pelo ex-padrasto, Tiago, pai de seus três irmãos, e por uma tia, Vera. Em entrevista ao Que História É Essa, Porchat?, relatou ter descoberto ser meia-irmã do ator mirim João Pedro Martins, da série Pablo e Luisão, filho de seu pai biológico.
É candomblecista, tendo sido introduzida na religião pela mãe.

## Filmografia

### Televisão
| Ano       | Título                       | Personagem                                    | Notas                                     |
| --------- | ---------------------------- | --------------------------------------------- | ----------------------------------------- |
| 2019–2020 | Malhação: Toda Forma de Amar | Paula Corrêa                                  | [ 3 ]                                     |
| 2022–2023 | Travessia                    | Isabel Monteiro (Isa)                         | [ 18 ]                                    |
| 2024      | Renascer                     | Maria Santa da Conceição Inocêncio (Santinha) | Episódios: "22 de janeiro—5 de fevereiro" |
| 2024–2025 | Garota do Momento            | Beatriz Toledo Dourado                        | [ 12 ]                                    |
| 2025      | Guerreiros do Sol            | Guiomar                                       |                                           |
| 2025      | Dança dos Famosos            | Ela mesma (participante)                      | [ 20 ]                                    |

### Cinema
| Ano  | Título                      | Personagem      | Ref.   |
| ---- | --------------------------- | --------------- | ------ |
| 2022 | Pronto, Falei               | Daniella (Dani) |        |
| 2023 | Um Ano Inesquecível - Verão | Tatiana (Tati)  |        |
| 2026 | Funk                        | Sabrina         | [ 21 ] |
| TBA  | Solina                      | Flor            |        |

## Prêmios e indicações
| Ano  | Prêmio                           | Categoria                             | Trabalho                     | Resultado |
| ---- | -------------------------------- | ------------------------------------- | ---------------------------- | --------- |
| 2024 | SEC Awards                       | Melhor Atriz em Novela                | Renascer                     | Indicada  |
| 2024 | SEC Awards                       | Crush do Ano                          | Renascer                     | Indicada  |
| 2024 | Prêmio Gshow                     | Melhor Inovação (com Juan Paiva)      | Renascer                     | Venceu    |
| 2024 | Prêmio Gshow                     | Melhor Casal (com Humberto Carrão)    | Renascer                     | Indicada  |
| 2024 | Prêmio Noticiasdetv.com          | Melhor Atriz em Participação Especial | Renascer                     | Venceu    |
| 2024 | Prêmio Área VIP                  | Melhor Personagem                     | Renascer                     | Indicada  |
| 2024 | Melhores do Ano - Duh Secco      | Melhor Participação Especial          | Renascer                     | Indicada  |
| 2024 | Melhores do Ano TV Press         | Melhor Atriz Coadjuvante              | Renascer                     | Venceu    |
| 2024 | Prêmio F5                        | Melhor Revelação                      | Renascer / Garota do Momento | Venceu    |
| 2025 | Prêmio iBest                     | Protagonista Influenciador            | Garota do Momento            | Indicada  |
| 2025 | SEC Awards                       | Melhor Atriz em Novela                | Garota do Momento            | Indicada  |
| 2025 | Seoul International Drama Awards | Melhor Atriz                          | Garota do Momento            | Pendente  |